# Catenulostroma protearum
Catenulostroma protearum är en svampart som först beskrevs av Crous & M.E. Palm, och fick sitt nu gällande namn av Crous & U. Braun 2007. Catenulostroma protearum ingår i släktet Catenulostroma och familjen Teratosphaeriaceae.   Inga underarter finns listade i Catalogue of Life.